# Northleigh
Northleigh is een civil parish in het bestuurlijke gebied East Devon, in het Engelse graafschap Devon. In 2001 telde het dorp 149 inwoners.